# 静岡県道365号足柄峠線
静岡県道365号足柄峠線（しずおかけんどう365ごう あしがらとうげせん）は静岡県駿東郡小山町にある県道である。

## 概要
小山町内で足柄峠と小山地区（藤曲）を結ぶ路線であり、静岡県道78号御殿場大井線を補完する。金太郎ふじみラインと名づけられており、御殿場大井線と比べて視界が広がる区間が多く、小山や御殿場の街並みや富士山を見渡すことができる。愛称にある金太郎は足柄山で育ったという金太郎にちなんだもの。御殿場大井線（足柄街道、矢倉沢往還）に対する新道として開設された。山道にしては広く、ほとんどの区間で行き違い可能になっている。

### 路線データ
- 起点：駿東郡小山町竹之下（静岡県道78号御殿場大井線交点）
- 終点：駿東郡小山町藤曲（静岡県道394号沼津小山線交点）

## 通過する自治体
- 静岡県
  - 駿東郡小山町

## 接続路線
- 静岡県道・神奈川県道78号御殿場大井線
- 静岡県道149号竹之下小山線（一部区間重複）

## 沿道
- ゴルフ場
- 誓いの丘 - 富士山を望む公園で、誓いの鐘や新田次郎の文学碑がある

## 峠
- 足柄峠